# Roman Słupek
Roman Słupek, SDS (ur. 25 września 1971 r. w Wodzisławiu Śląskim) – polski duchowny rzymskokatolicki, salwatorianin teolog specjalizujący się w teologii fundamentalnej; nauczyciel akademicki.

## Biografia
Urodził się w 1971 roku w Wodzisławiu Śląskim, gdzie spędził dzieciństwo i wczesną młodość. Ukończył tam kolejno Szkołę Podstawową nr 2 i Technikum Górnicze, w którym pomyślnie zdał egzamin maturalny w 1991 roku. Następnie zdecydował się wstąpić do zakonu salwatorianów. W ramach nowicjatu w 1992 roku złożył pierwsze śluby zakonne, a w 1996 roku śluby wieczyste. Jednocześnie rozpoczął studia filozoficzno-teologiczne w Wyższym Seminarium Duchownym Salwatorianów w Bagnie koło Obornik Śląskich. Ukończył je w 1998 roku zdobyciem magisterium. W tym samym roku w sanktuarium i bazylice Św. Jadwigi Śląskiej w Trzebnicy otrzymał święcenia kapłańskie z rąk kard. Henryka Gulbinowicza. Bezpośrednio potem został skierowany na studia specjalistyczne z zakresu teologii fundamentalnej na Katolicki Uniwersytet Lubelski, które ukończył w 2002 roku. Rok później Rada Wydział Teologicznego Katolickiego Uniwersytetu Lubelskiego Jana Pawła II nadała mu stopień naukowy doktora nauk teologicznych, na podstawie pracy pt. Kolegialność Kościoła według Yves'a Congara, której promotorem był ks. prof. Marian Rusecki.
W latach 2002–2009 pełnił funkcję ojca duchownego w Wyższym Seminarium Duchownym Salwatorianów w Bagnie. W latach 2009–2012 pełnił urząd konsultora prowincjalnego ds. formacji w Krakowie. Jednocześnie od 2002 roku prowadzi wykłady z teologii fundamentalnej i religiologii w bagnieńskim seminarium oraz jako adiunkt na Papieskim Wydziale Teologicznym we Wrocławiu we Wrocławiu (od 2007 roku). W 2017 roku na Rada Wydziału Papieskiego Wydziału Teologicznego we Wrocławiu nadała mu tytuł naukowy doktora habilitowanego nauk teologicznych w zakresie teologii fundamentalnej, na podstawie rozprawy nt. Credo et credimus Ecclesiam. Eklezjalność wiary chrześcijańskiej w nauczaniu papieskim przełomu xx i XXI wieku (Jan Paweł II, Benedykt XVI, Franciszek). Od 2018 do 2024 roku pełnił funkcję rektora Wyższego Seminarium Duchownego Salwatorianów w Bagnie. W tymże 2018 roku został również kierownikiem Katedry Teologii Fundamentalnej i Religiologii w Instytucie Teologii Systematycznej Papieskiego Wydziału Teologicznego we Wrocławiu.

## Dorobek naukowy
Zainteresowania naukowe Romana Słupka związane są z zagadnieniami dotyczącymi teologii fundamentalnej. Wypromował dwudziestu magistrów. Opublikował ponad 30 artykułów naukowych oraz 5 książek:
- Jesteśmy Kościołem Trójjedynego Boga : kolegialność Kościoła według Yves'a Congara, Lublin 2004.
- Kto wierzy, nigdy nie jest sam. Wiara, Kościół i wierzący inaczej w myśli Benedykta XVI, Kraków 2012.
- Credo et credimus Ecclesiam. Eklezjalność wiary chrześcijańskiej w nauczaniu papieskim przełomu XX i XXI wieku (Jan Paweł II, Benedykt XVI, Franciszek), Kraków 2017.
- Wiem, komu uwierzyłem. Zarys teologii wiary, Kraków 2018.
- Współczesne debaty o Kościele : ich historyczne uwarunkowania i perspektywy, Wrocław 2019.